# كوشاتة الشرقية (أغبالو أقرار)
كوشاتة الشرقية هي إحدى مشيخات المملكة المغربية، تتبع جغرافيا لإقليم صفرو وإداريًا لأغبالو أقرار. يقدر عدد سكانها بـ 3297 نسمة حسب الإحصاء الرسمي للسكان والسكنى لسنة 2004.